# Ulica Ludwika Zamenhofa w Krakowie
Ulica Ludwika Zamenhofa – ulica w Krakowie, w dzielnicy I Stare Miasto, łącząca ulicę Westerplatte z ulicą Radziwiłłowską. Do 1931 roku nosiła nazwę Niecała. Z okazji Światowego Zjazdu Esperantystów w Krakowie w 1931 roku zmieniono jej nazwę na ul. Ludwika Zamenhofa.   

## Historia
Z okazji XXIII Światowego Kongresu Esperanto w Krakowie Rada Miasta Krakowa podjęła decyzję, aby ulicy Niecałej nadać imię Ludwika Zamenhofa. 2 sierpnia 1931 roku uczestnicy zjazdu zebrali się na ulicy Niecałej. Uroczystość rozpoczęło przemówienie wiceprezydenta Klimka, który po przemówieniu odsłonił tabliczkę z nową nazwą ulicy oraz tablicę z informacją upamiętniającą nadanie nazwy z okazji Międzynarodowego Kongresu. Na tablicy został umieszczony tekst: Na pamiątkę światowego zjazdu esperantystów Rada m. Krakowa uczciła twórcę esperanta, oznaczając tę ulicę Jego nazwiskiem. Sierpień 1931. Za uczczenie w ten sposób Zamenhofa podziękował profesor Bujwid. Uczestnicy uroczystości odśpiewali hymn esperanto i przeszli na Wawel.
Z okazji 50. rocznicy istnienia w Krakowie ruchu esperanckiego oraz 97. rocznicy urodzin twórcy esperanta ponownie wmurowano tablicę 16 grudnia 1956 roku. Umieszczono na niej przedwojenny napis "Na pamiątkę światowego zjazdu.." dodając tekst "Odtworzono w 50-lecie Krakowskiego Ruchu Esperantystów. Grudzień 1956 r. "

## Lokalizacja
Ulica Zamenhofa znajduje się na terenie dzielnicy I Stare Miasto łączy ulicę Westerplatte z Radziwiłłowską.

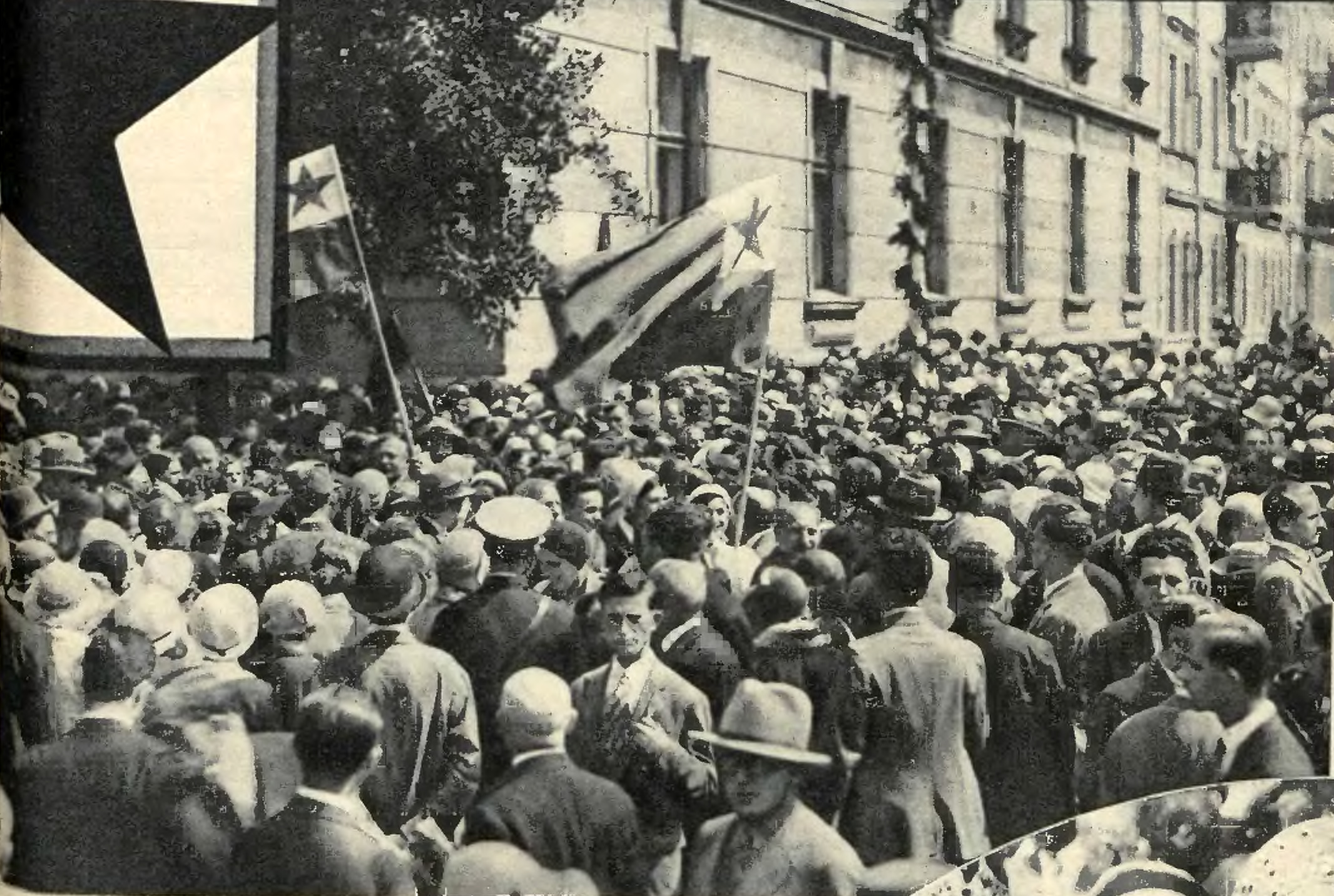
Uroczystość przemianowania ulicy w czasie XXIII Światowego Kongresu Esperantystów, 1931
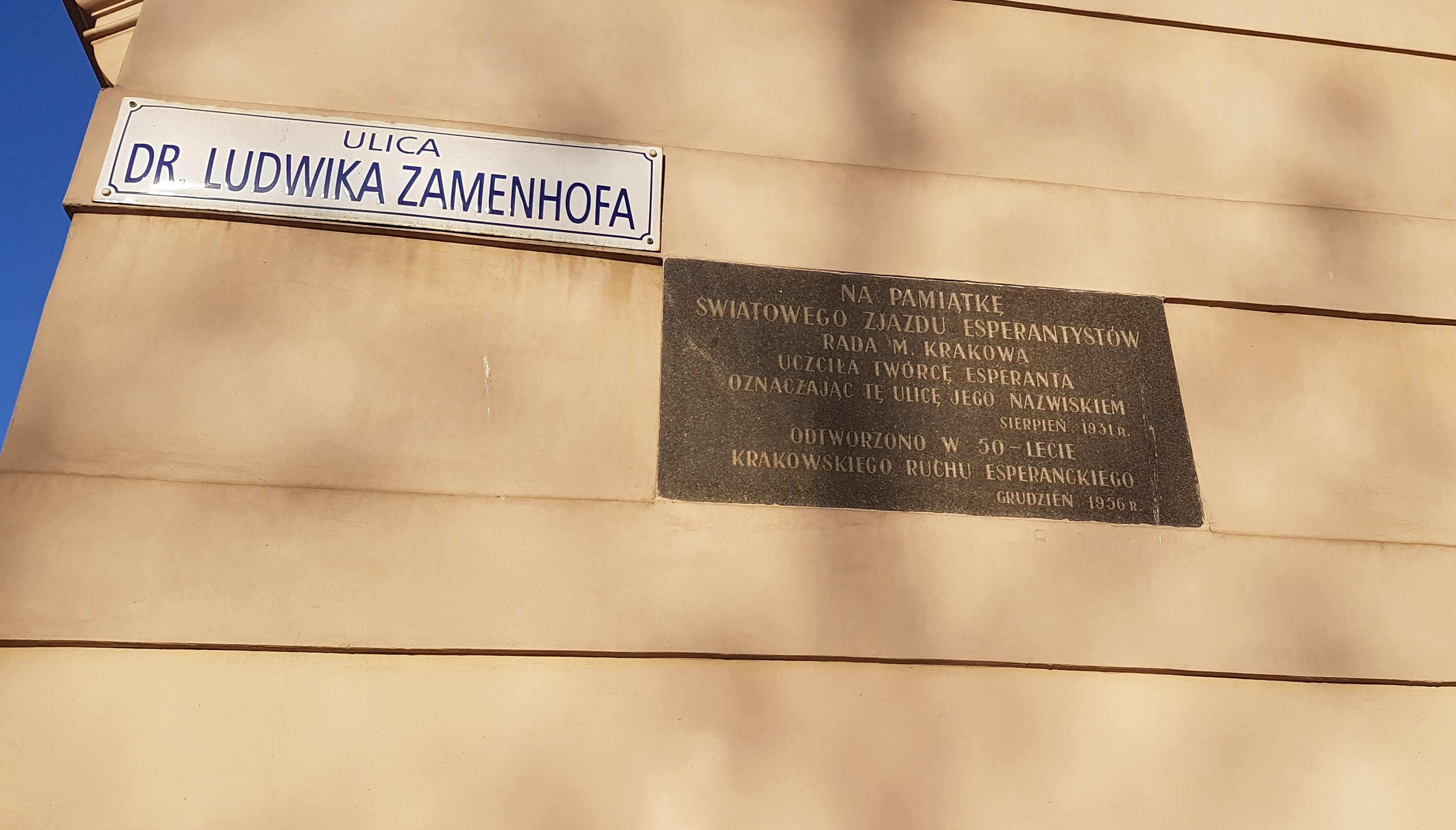
Tablica umieszczona na ścianie kamienicy przy skrzyżowaniu ulicy Zamenhofa i Westerplatte
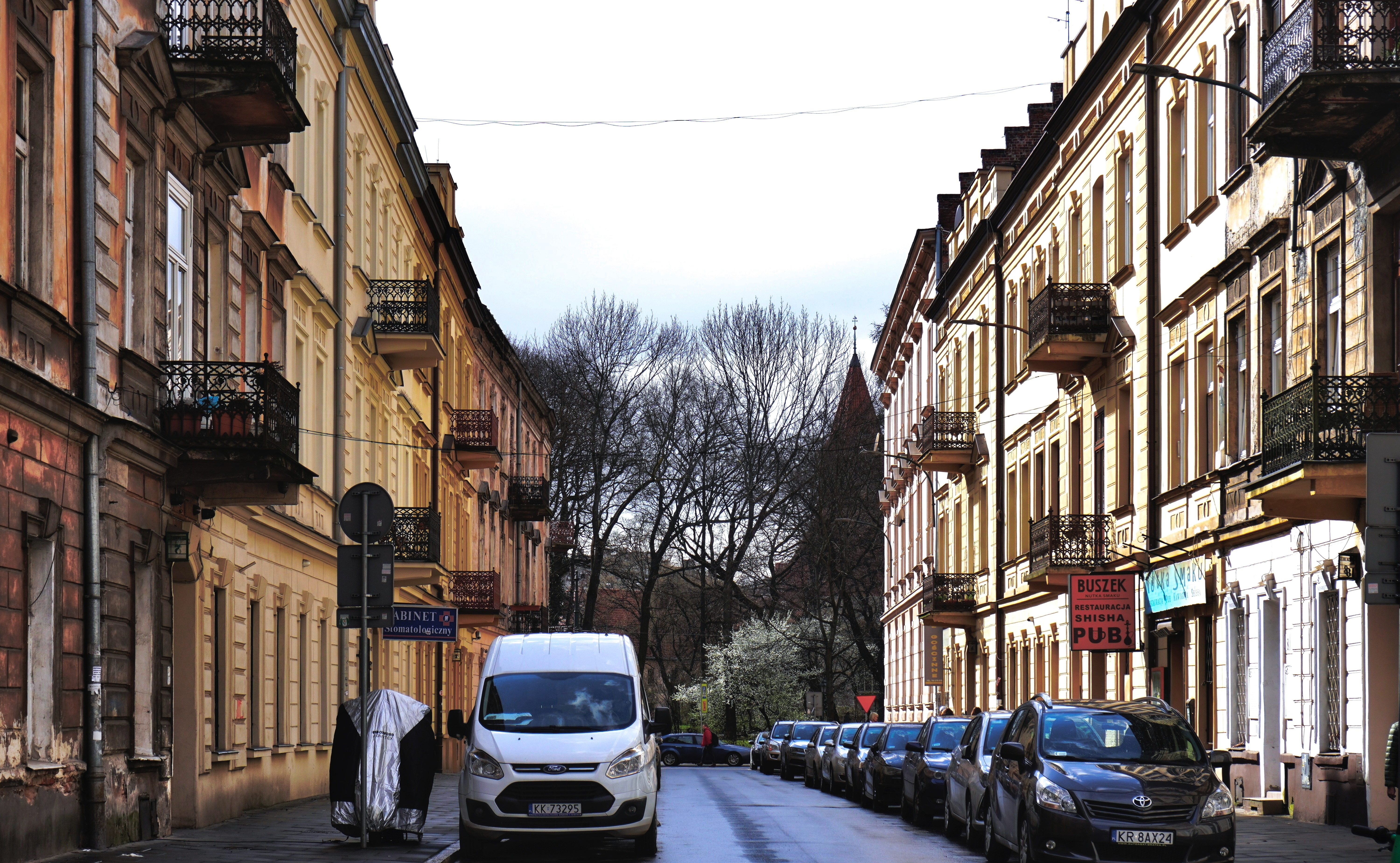
Widok od skrzyżowania z ul. Radziwiłłowską w kierunku zachodnim
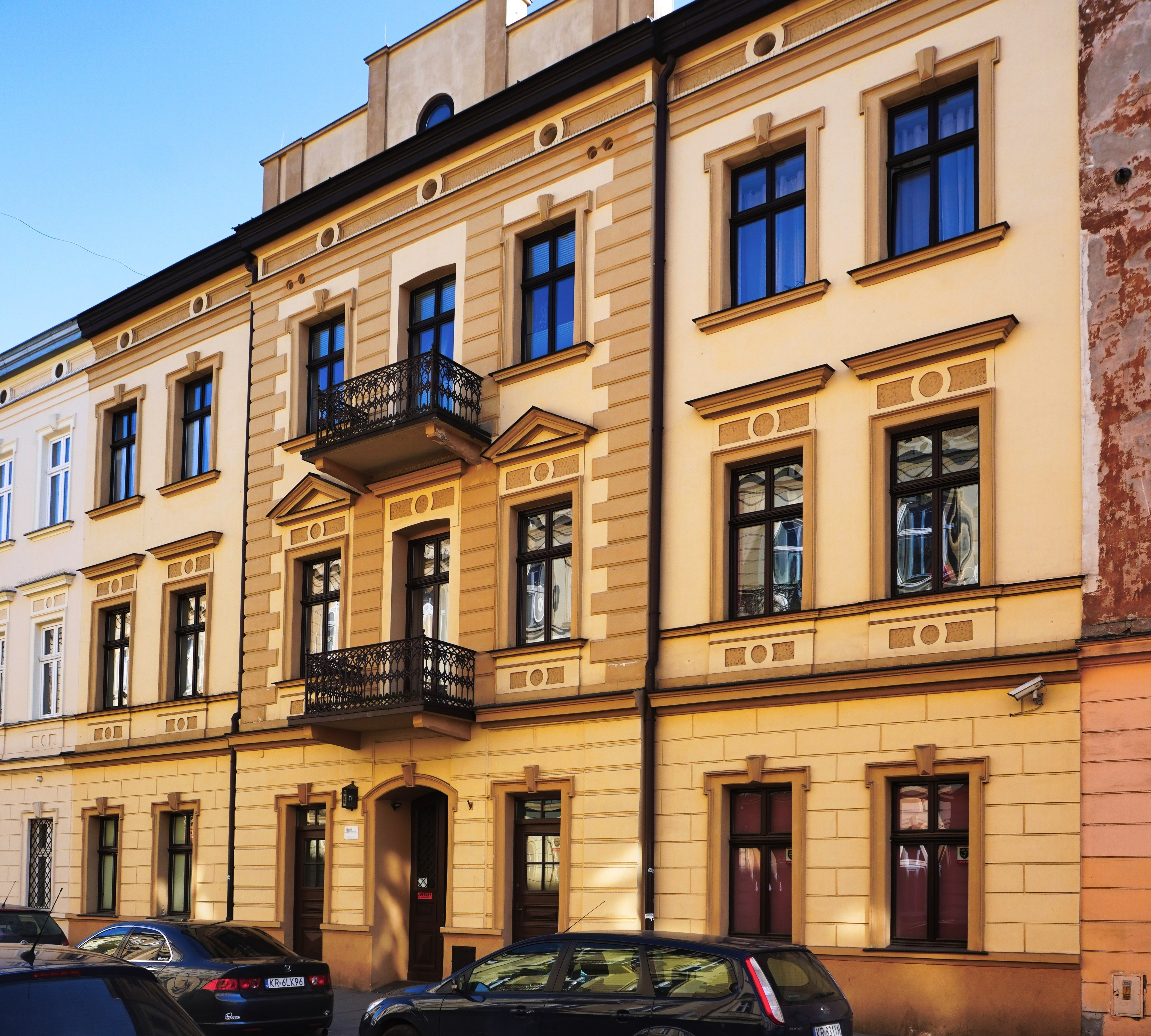
ul. Ludwika Zamenhofa 3 Kamienica (1887)
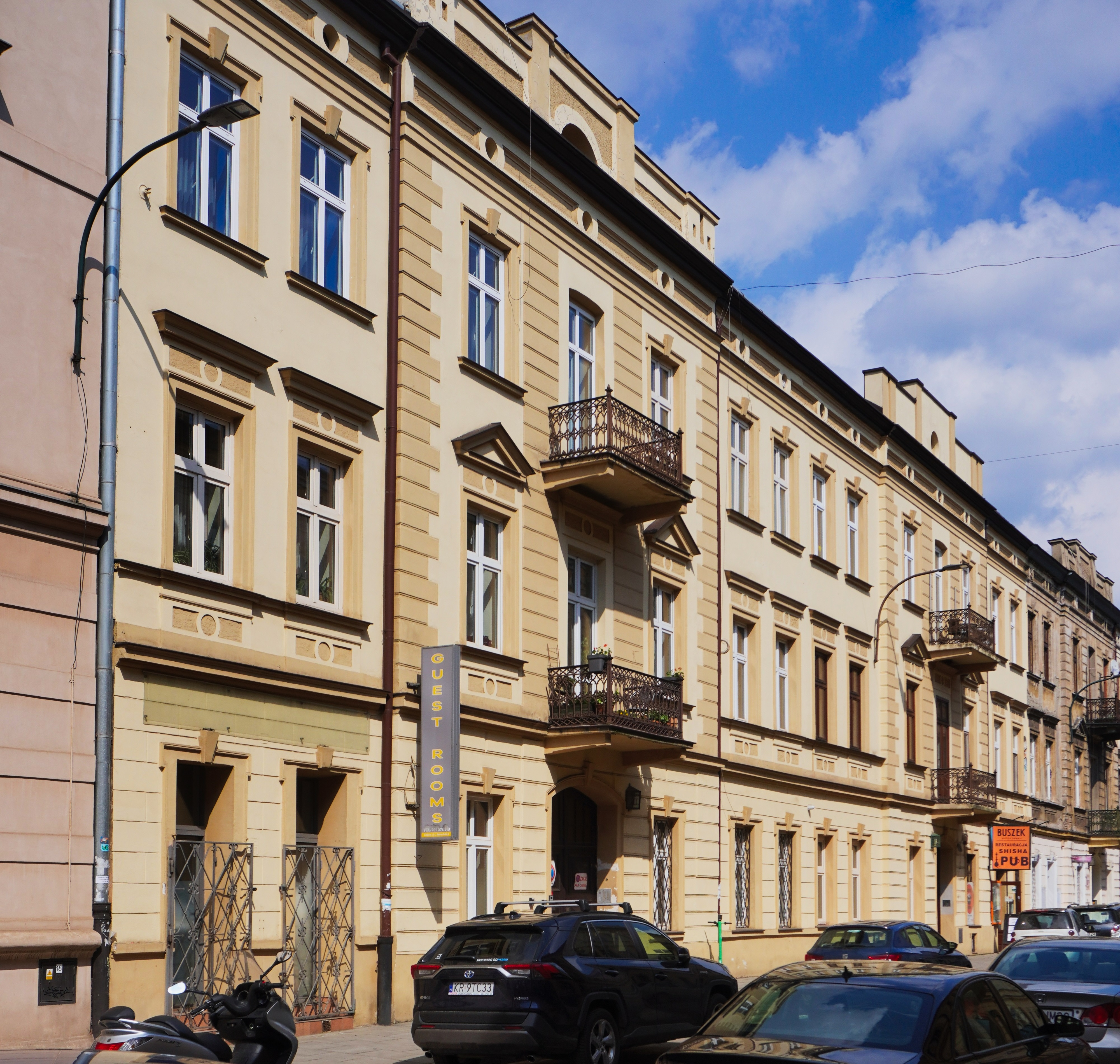
ul. Ludwika Zamenhofa 4–6 Kamienice (1889–1990)
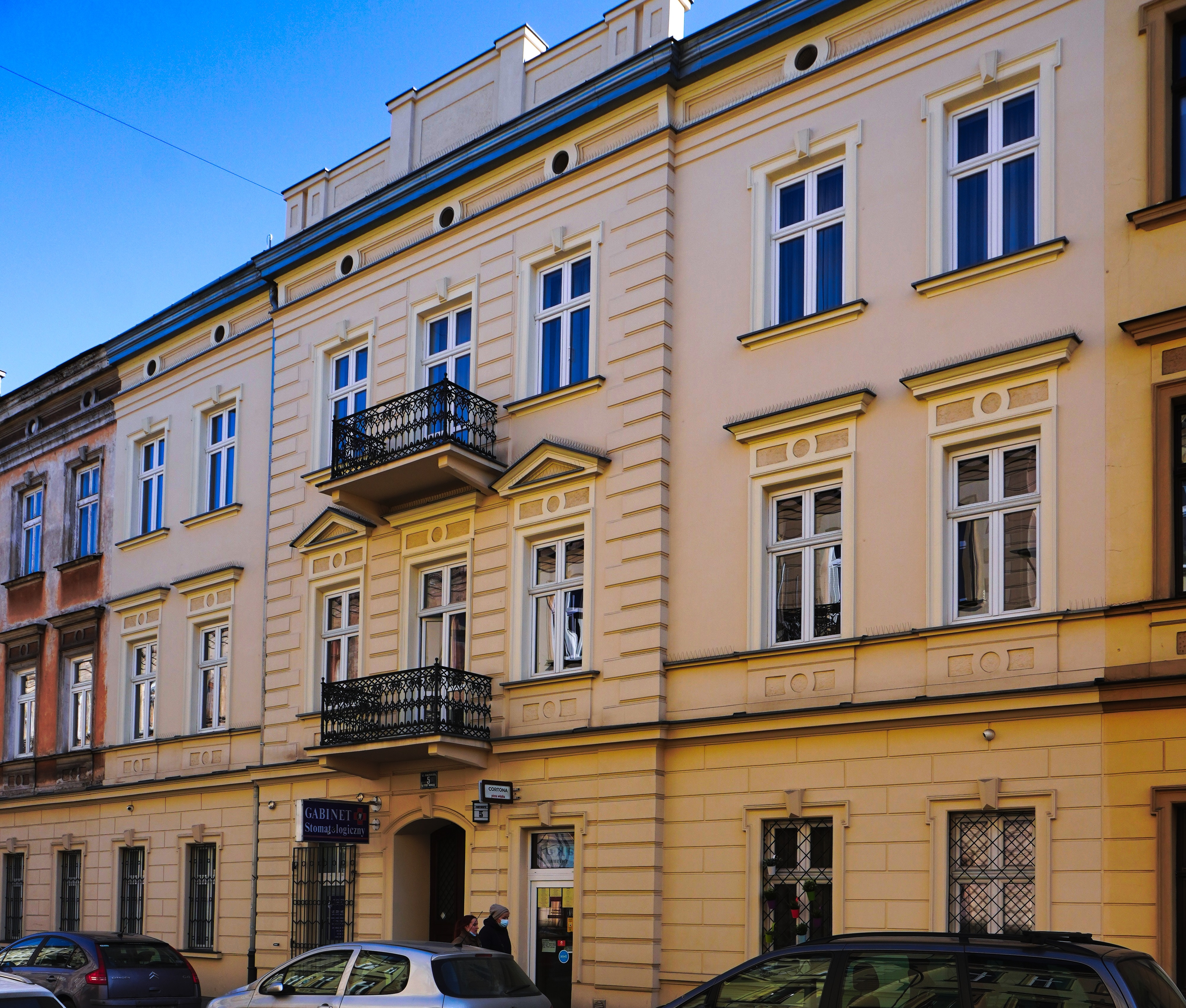
ul. Ludwika Zamenhofa 5 Kamienica (1887)
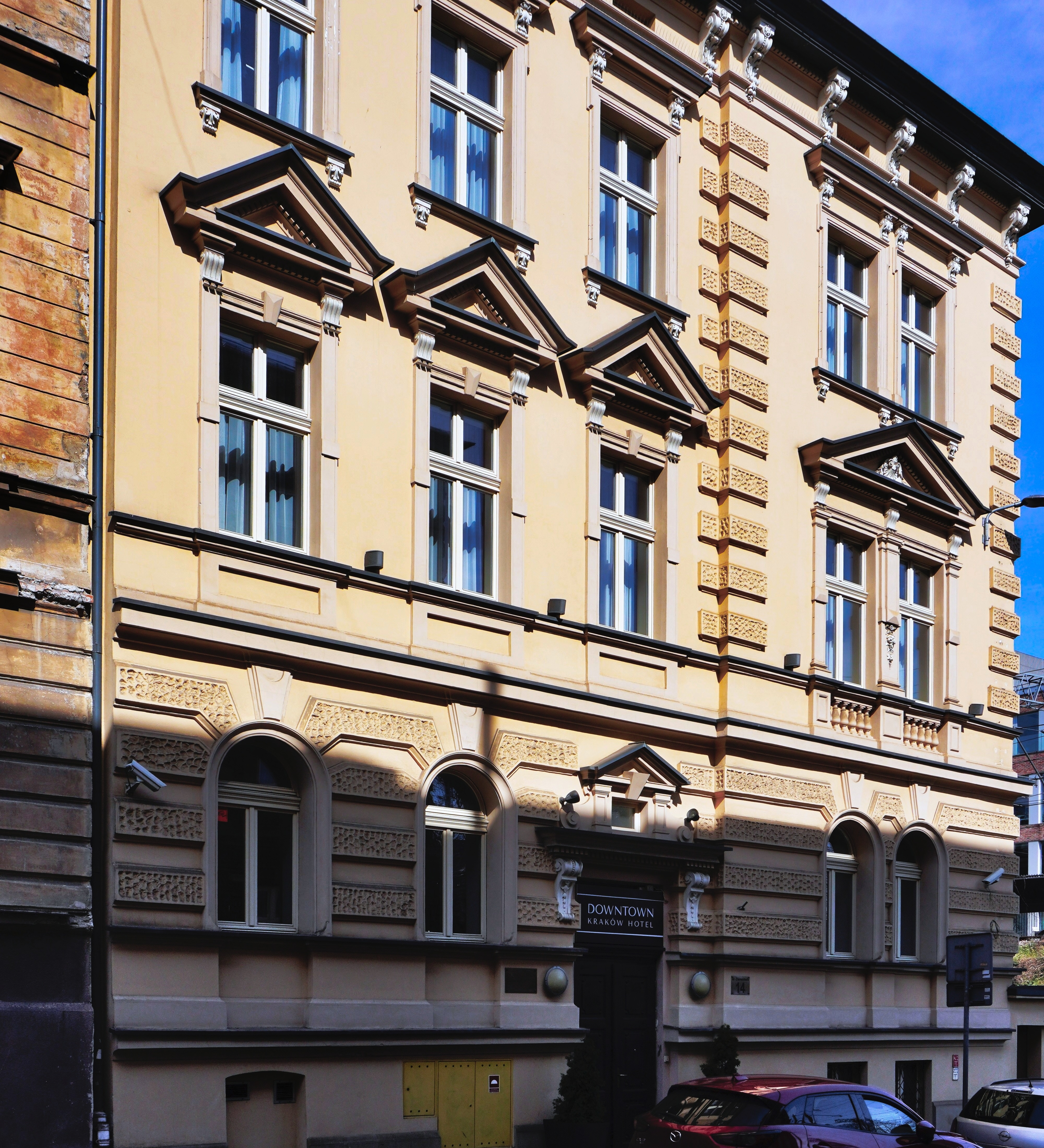
ul. Ludwika Zamenhofa 14 Kamienica (proj. Karol Scharoch, 1896)